# Lethrus mithras
Lethrus mithras là một loài bọ cánh cứng trong họ Geotrupidae. Loài này được Reitter miêu tả khoa học năm 1904.